# Rik Laurs
Rik Laurs (Steensel, 2 november 1963) is een Nederlands voormalig voetballer die als doelman speelde.

## Loopbaan
Laurs maakte op 17-jarige leeftijd zijn debuut voor Eindhoven op 24 oktober 1981 in de uitwedstrijd bij SC Veendam (0-0). Al snel groeide hij uit tot eerste keus bij de Eindhovense eerstedivisionist. De talentvolle keeper werd opgeroepen voor diverse vertegenwoordigende elftallen en maakte samen met spelers als Marco van Basten, Gerald Vanenburg en Mario Been in 1983 deel uit van de selectie van Oranje onder 20 jaar dat in 1983 deelnam aan het WK voetbal voor spelers onder 20 jaar in Mexico. Mede door blessureleed raakte zijn carrière hierna geleidelijk in het slop. Bij Eindhoven verloor hij de concurrentiestrijd met Albert van der Sleen, waarna hij in november 1985 werd verhuurd aan FC Utrecht dat een vervanger zocht voor de geblesseerde Jan Willem van Ede. Enkele maanden later belandde hij ook bij de Utrechtse eredivisionist op de reservebank, na de komst van Hans Galjé. Het daaropvolgende seizoen vertrok Laurs, in eerste instantie op huurbasis, naar VVV waar hij drie jaar als stand-in fungeerde voor John Roox. In 1989 verkaste Laurs naar Sint-Niklaas. Ook bij de Belgische tweedeklasser geraakte de doelman na een langdurige blessure al snel op het tweede plan. Halverwege het seizoen 1990-91 keerde hij nog eenmaal op huurbasis terug naar VVV. Aan het einde van dat seizoen zette Laurs op 27-jarige leeftijd een punt achter zijn carrière.

## Clubstatistieken
| Seizoen | Club            | Land      | Competitie     | Duels | Goals |
| ------- | --------------- | --------- | -------------- | ----- | ----- |
| 1981/82 | Eindhoven       | Nederland | Eerste divisie | 23    | 0     |
| 1982/83 | Eindhoven       | Nederland | Eerste divisie | 31    | 1     |
| 1983/84 | Eindhoven       | Nederland | Eerste divisie | 24    | 0     |
| 1984/85 | Eindhoven       | Nederland | Eerste divisie | 8     | 0     |
| 1985/86 | Eindhoven       | Nederland | Eerste divisie | 5     | 0     |
| 1985/86 | FC Utrecht      | Nederland | Eredivisie     | 4     | 0     |
| 1986/87 | VVV             | Nederland | Eredivisie     | 0     | 0     |
| 1987/88 | VVV             | Nederland | Eredivisie     | 0     | 0     |
| 1988/89 | VVV             | Nederland | Eredivisie     | 1     | 0     |
| 1989/90 | Sint-Niklase SK | België    | Tweede klasse  | 8     | 0     |
| 1990/91 | Sint-Niklase SK | België    | Tweede klasse  | 0     | 0     |
| 1990/91 | VVV             | Nederland | Eerste divisie | 2     | 0     |
| Totaal  | Totaal          | Totaal    | Totaal         | 106   | 1     |